# Pío Moa

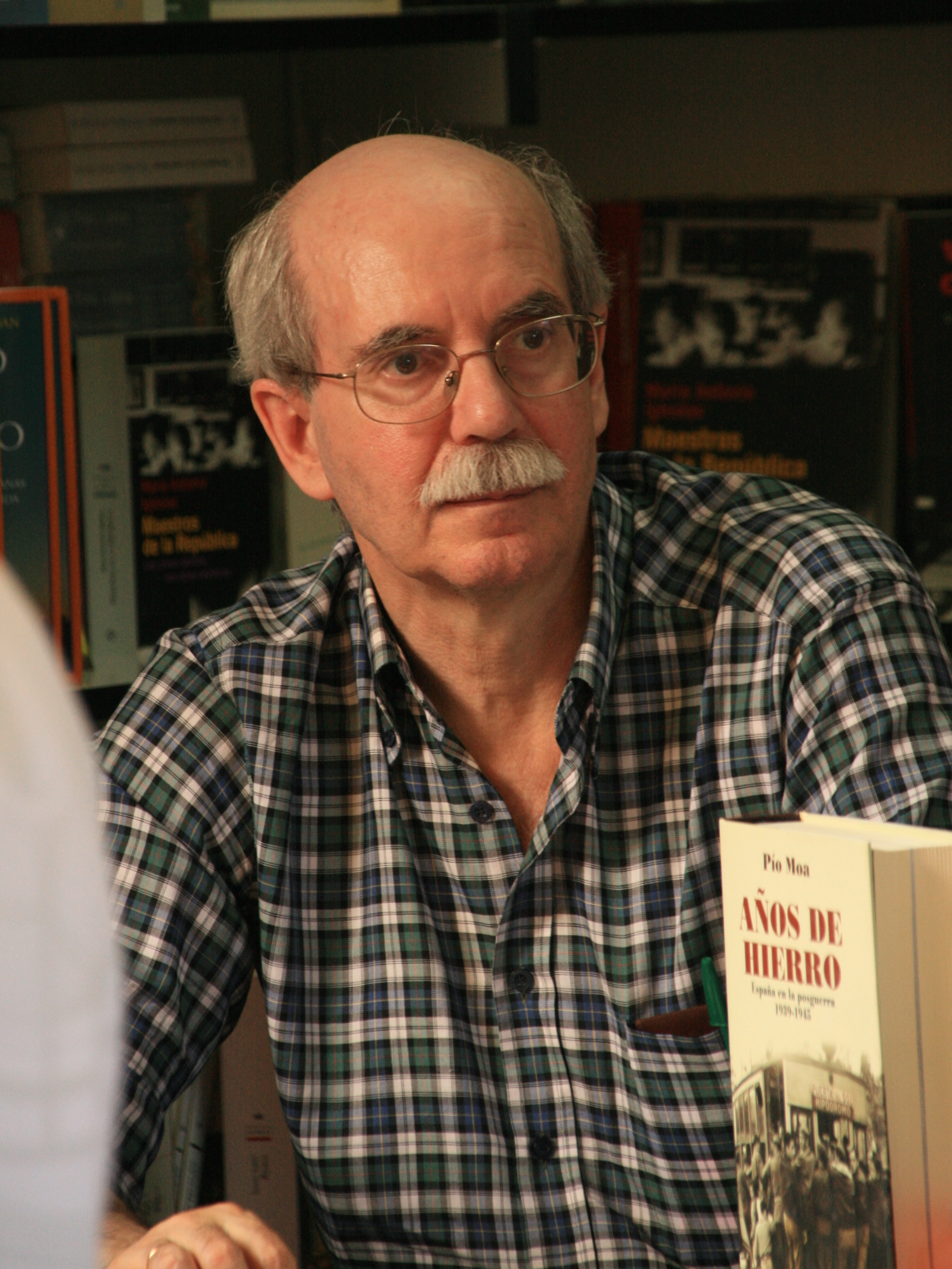
Pío Moa

Luis Pío Moa Rodríguez (Vigo, Spanje, 1948) is een bekend Spaans journalist en schrijver, gespecialiseerd in vraagstukken met betrekking tot de Spaanse Burgeroorlog, de Republiek en de politieke bewegingen van die periode. Moa heeft geen universitaire graad in geschiedenis.
Pío Moa werd geboren in de Spaanse regio Galicië, in het noordwesten van Spanje. In zijn jonge jaren was hij lid van de maoïstische terreurgroep GRAPO, maar vanaf het einde van de jaren zeventig evolueerde hij in democratische richting.
Tegenwoordig wordt hij beschouwd als een rechtse denker. Sinds de jaren tachtig speelt hij een belangrijke rol in het historische debat rond de Spaanse Burgeroorlog, waarover hij talloze artikelen en boeken schreef. Volgens Pío Moa begon deze oorlog niet in 1936 maar reeds in 1934, en lag de verantwoordelijkheid voor het conflict voor een belangrijk deel bij een aantal linkse, revolutionaire en antiklerikale groepen. Met name wegens dit standpunt leveren bepaalde collega-historici felle kritiek op hem en wordt hij soms van geschiedvervalsing beschuldigd.
Zijn boeken zijn sterk bekritiseerd door historici als Paul Preston, Alberto Reig Tapia, Javier Tusell, Justo Serna, Mercedes Yusta, Santos Juliá en Enrique Moradiellos. Zijn analyse van de oorzaken, het verloop en de gevolgen van de Spaanse Burgeroorlog loopt echter grotendeels parallel aan die van Stanley Payne, die zijn waardering uitspreekt voor het werk van Moa.
Pío Moa is er van beschuldigd een aanhanger van het Franco-regime te zijn. Ook is hij beschuldigd van homofobie.

## Biografie
- Reflexiones sobre el terrorismo. Autor, Madrid, 1985. ISBN 84-398-4781-5
- El erótico crimen del Ateneo de Madrid. Mosand, Madrid, 1995. ISBN 84-89616-00-0
- Los orígenes de la Guerra Civil española. Encuentro, Madrid, 1999. ISBN 84-7490-526-5
- Los personajes de la República vistos por ellos mismos. Encuentro, Madrid, 2000. ISBN 84-7490-579-6
- El derrumbe de la II República. Encuentro, Madrid, 2001. ISBN 84-7490-625-3
- De un tiempo y de un país. Encuentro, Madrid, 2002. ISBN 84-7490-657-1
- La sociedad homosexual y otros ensayos, Editorial Criterio Libros, Madrid, 2001. ISBN 84-95437-08-2
- Contra la mentira : guerra civil, izquierda nacionalista y jacobinismo. Libroslibres, Madrid, 2003. ISBN 84-96088-06-5
- Los mitos de la Guerra Civil. La Esfera de los Libros, Madrid, 2003. ISBN 84-9734-093-0
- De un tiempo y un país: la izquierda violenta (1968-1978). Encuentro, Madrid, 2003. ISBN 8474906571
- Los libros fundamentales sobre la guerra civil. Encuentro, Madrid, 2004. ISBN 84-7490-724-1
- Una historia chocante: los nacionalismos catalán y vasco en la historia contemporánea de España. Encuentro, Madrid, 2004. ISBN 84-7490-747-0
- Los crímenes de la Guerra Civil y otras polémicas. La Esfera de los Libros, Madrid, 2004. ISBN 84-9734-156-2
- 1934, comienza la guerra civil : el PSOE y la Esquerza emprenden la contienda (in samenwerking met Javier Ruiz Portella). Áltera, Barcelona, 2004. ISBN 84-89779-59-7
- Federica Montseny, (in samenwerking met Antonina Rodrigo García). Ediciones B, Barcelona, 2004
- 1936, el asalto final a la República. Áltera, Barcelona, 2005. ISBN 84-89779-72-4
- Franco : un balance histórico. Planeta, Barcelona, 2005. ISBN 84-08-06235-2
- Contra la balcanización de España. La Esfera de los Libros, Madrid, 2005. ISBN 84-9734-323-9
- El iluminado de La Moncloa y otras plagas. Libros Libres, Madrid, 2006. ISBN 8496088480
- La República que acabó en guerra civil. Áltera, Barcelona, 2006. ISBN 8489779945
- La quiebra de la historia progresista. Ediciones Encuentro, 2007. ISBN 84-7490-853-1
- Años de hierro. España en la posguerra. 1939-1945. La Esfera de los Libros, Madrid, 2007. ISBN 978-84-9734-663-4
- Falacias de la izquierda, silencios de la derecha. Claves para entender el deterioro de la política española actual. Libroslibres, Madrid, 2008. ISBN 9788496088771
- Viajes por la Vía de la Plata. Libroslibres, Madrid, 2008. ISBN 84-96088-82-0
- Franco para antifranquistas: en 36 preguntas clave. Altera, Barcelona, 2009. ISBN 978-84-96840-42-3[4]
- La democracia ahogada, Ensayos sobre la España de hoy. Altera, Barcelona, 2009. ISBN 978-84-96840-88-1[5]
- Nueva historia de España. La Esfera de los Libros, Madrid, 2010. ISBN 978-84-9734-952-9
- La transición de cristal. Franquismo y democracia. Libroslibres, Madrid, 2010. ISBN 978-84-92654-45-1[6]